# Svenska Aero

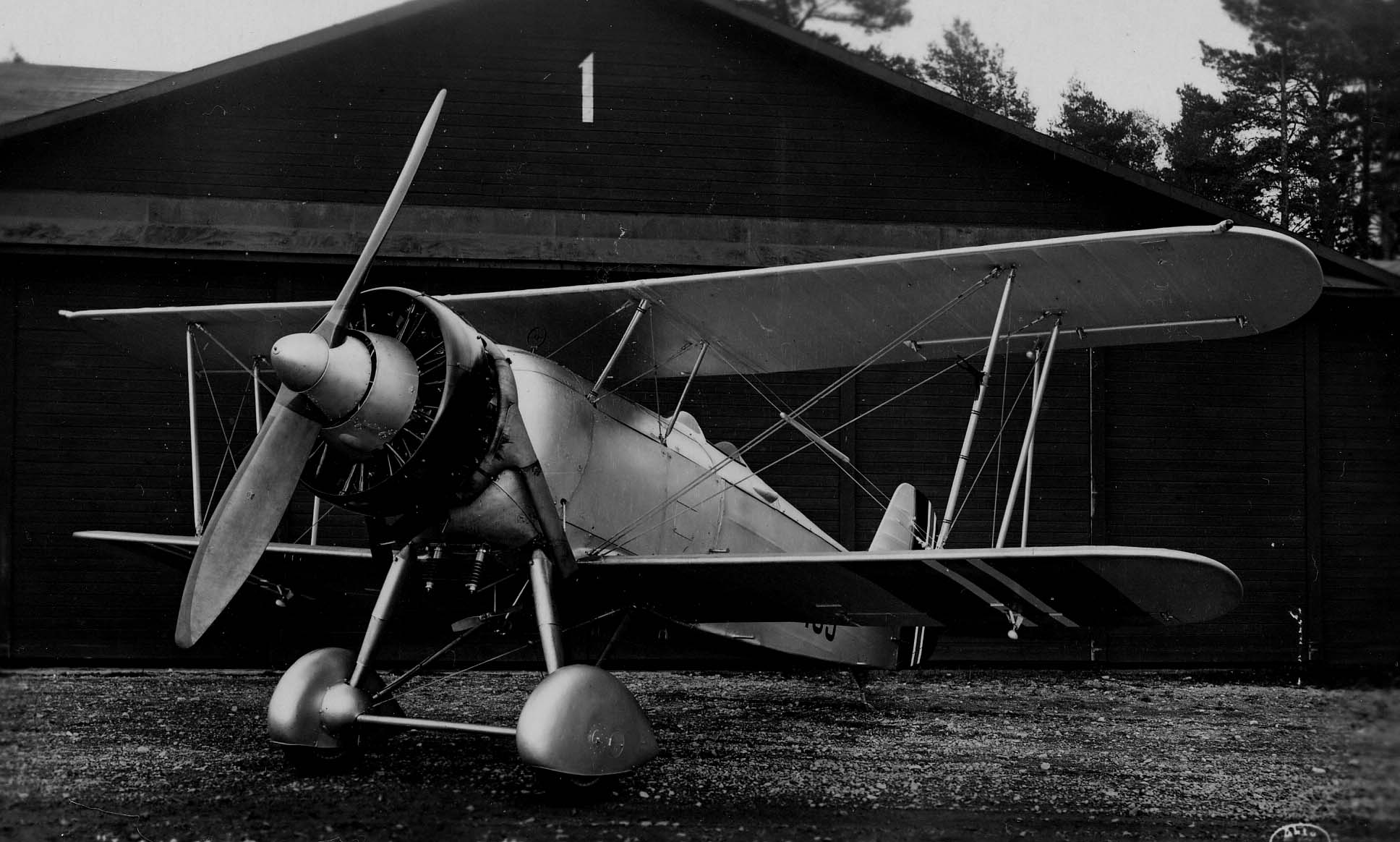
Svenska Aero Jaktfalk mit norwegischen Hoheitsabzeichen

Die Svenska Aero AB war ein schwedischer Flugzeughersteller mit Sitz in Lidingö. Das Unternehmen wurde am 10. September 1921 von Carl Clemens Bücker mit dem Zweck gegründet, Teile und Flugzeuge der Caspar-Werke und von Heinkel in Lizenz zu bauen. Grund war, das durch die Alliierten auferlegte deutsche Flugzeugbauverbot nach dem verlorenen Ersten Weltkrieg zu umgehen. Das Unternehmen wurde 1932 an die ASJA verkauft.

## Geschichte
Nach Fürsprache Bückers, der zu dieser Zeit Berater und Einflieger bei der schwedischen Marine war, wurden im April 1921 mit den Caspar-Werken Verhandlungen über die Möglichkeit geführt, deutsche Flugzeuge an die schwedischen Streitkräfte zu liefern. Ernst Heinkel, Konstrukteur bei Caspar, und einige Monteure gingen nach Schweden, um dort die Fertigung zu überwachen. Die Bauteile für die ersten zehn Schwimmerflugzeuge Caspar S I (HE 1) wurden von ihnen nach Schweden geschmuggelt und dort zusammengesetzt. Nach Intervention Bückers wurde beschlossen, alle weiteren Caspar-Heinkel-Modelle in Schweden zu testen, wenn möglich in Lizenz zu bauen und an die schwedische Luftwaffe zu verkaufen. Ab Mitte der 1920er Jahre wollte man auch eigene Konstruktionen fertigen. Sven Blomberg wurde als Konstruktionschef eingestellt. Ihm folgte 1930 Anders Johan Andersson. Svenska Aero soll am 23. September 1921 ins schwedische Handelsregister eingetragen worden sein, was jedoch nicht der Fall war. Bücker fungierte auch weiterhin als Einflieger, gleichzeitig jedoch auch als Betriebsdirektor. Im Juni 1926 wurden zehn S I heimlich an die Seeflugzeug-Versuchsanstalt GmbH, der Tarnbezeichnung für die deutschen Marineflieger, nach Warnemünde geliefert. Bis etwa 1928 wurden solchermassen für die deutsche Luftwaffe Militärflugzeuge gebaut und getestet, teilweise sogar bei Caspar in Warnemünde selbst.
Obwohl sechs eigene Flugzeugkonstruktionen fertiggestellt wurden, befriedigten diese kaum. Es kam zu einer finanziellen Krise und so konnte die ASJA den Betrieb 1932 übernehmen.
Insgesamt wurden nur 58 Flugzeuge hergestellt, von denen einige nach Lettland und nach Norwegen exportiert wurden.

## In Lizenz gefertigte Typen
- Heinkel HE 1
- Heinkel HE 2
- Heinkel HE 4 (5 Flugzeuge)
- Heinkel HE 5 (14 Flugzeuge)
- Heinkel HD 19 (5 Flugzeuge)
- Heinkel HD 24 (6 Flugzeuge)
- Heinkel HD 35 (1 Flugzeug)

## Eigene Konstruktionen
- Svenska Aero SA-10 Piraten (2 Flugzeuge)
- Svenska Aero SA-11 Jaktfalken (1 Flugzeug)
- Svenska Aero SA-12 Skolfalken (1 Flugzeug)
- Svenska Aero SA-13 Övningsfalken (1 Flugzeug)
- Svenska Aero SA-14 Jaktfalken II (11 Flugzeuge)
- Svenska Aero SA-15, nur Prototyp, von der ASJA übernommen

## Von Caspar/Heinkel gefertigte, aber von Svenska Aero verkaufte Flugzeuge
- Heinkel HE 3
- Heinkel HD 14
- Heinkel HD 16
- Heinkel HD 33